# Mithridatum
Mithridatum (mitrydat) − najsłynniejsze i najwyżej cenione w starożytności uniwersalne antidotum na trucizny, wynalezione przez króla Pontu Mitrydatesa VI, który testował rozmaite substancje na skazanych na śmierć. Według Celsusa składało się ono z 35 różnych substancji, które rozcierano i dodawano do miodu, a tak spreparowany miód rozpuszczano w winie. Na jego bazie Andromachos z Krety sporządził recepturę teriaku, któremu z czasem zaczęto przypisywać właściwości panaceum.
Mitrydates prawdopodobnie posiłkował się przepisem Zopyrusa, nadwornego lekarza dynastii ptolemejskiej, na inne znane antidota − megalium i cyphi. Bardzo możliwe jest także, że korzystał z pomocy swojego lekarza i przyrodnika Krataeusa.